# Estadio romano de Filipópolis
El estadio de Filipópolis fue un antiguo estadio romano ubicado en el centro de la actual Plovdiv, Bulgaria, construido en el siglo II durante el reinado del emperador Adriano del Imperio romano. Está entre las estructuras más grandes de tiempos de la Antigua Roma que existen en la península balcánica. Mientras el estadio se construía, Filipópolis era la capital de la provincia romana de Tracia.
El edificio, de 250 metros de largo por 50 metros de ancho aproximadamente, tenía una capacidad de 30.000 espectadores. Actualmente se ha restaurado parcialmente la parte septentrional del estadio (esfendón) y se trata de uno de los lugares más relevantes de la ciudad junto a otros edificios conservados de época romana.

## Descubrimiento

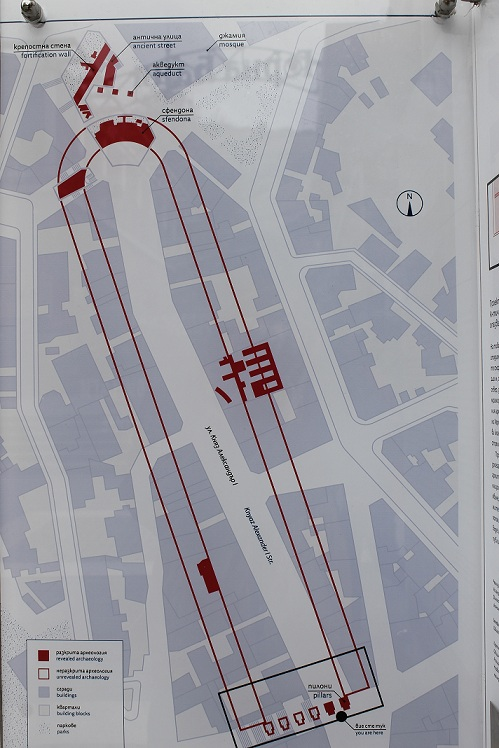
Plano del estadio y sus excavaciones.

El antiguo estadio de Filipópolis fue descubierto en 1923 y las excavaciones fueron llevadas a cabo por los arqueólogos D. Tsonchev, L. Botusharova y M. Martinova-Kjutova. Sin embargo, se realizaron excavaciones más elaboradas cinco décadas más tarde por la arqueóloga Liliya Botusharova, en la que se exploraron áreas pertenecientes al esfendón, parte septentrional curva del estadio, así como la cávea, la calle cubierta, las ruinas de un acueducto, así como un muro defensivo. En 1976 se construyeron parapetos alrededor del yacimiento para su conservación y se edificó una cafetería entre el nivel de suelo contemporáneo y el antiguo romano del estadio.

## Arquitectura
El estadio se construyó al comienzo del siglo II durante el reinado del emperador Adriano (r. 117-138). Los espectadores estaban organizados en catorce filas que eran cruzados con pequeñas escaleras hacia la cávea. Los asientos estaban realizados con bloques sólidos de mármol de 40 centímetro de alto y 75 de ancho y su parte frontal estaba decorada con garras de león estilizadas. La parte frontal de la fila más baja estaba recubierta con enormes placas de mármol de 1,80 metros, ortostatos, sobre sólidos bloques de mármol, además de conservarse en esta fila algunos respaldos.
Como ocurre en otros edificios imperiales para eventos multitudinarios, el estadio tenía sus asientos de honor (en latín ima cavea) que albergaban inscripciones en bloques marmóreos; también se han hallado inscripciones en griego, demostrando que existían asientos reservados para miembros de la alta sociedad.
Los muros exteriores de la cávea están construidos con sillares de granito y albergan letras en algunos lugares. Los elementos arquitectónicos de mármol en la entrada y los ortoestatos de la fila frontal fueron enlazados con piezas de unión de hierro. La entrada sur principal al estadio está formada por pilares de mampostería decoradas con pilastras marmóreas y relieves. Sobre las pilastras existían bustos de Hermes (hermai) con jarrones decorados con palmetas, acompañados de los atributos del dios Heracles (el romano Hércules): la piel de león y el carcaj. Asimismo, se descubrió un pavimento de granito frente a la entrada que estaba compuesto de bloques hexagonales de 0,70 metros diagonalmente. La parte norte curvada del estadio se encuentra in situ en la plaza Dzhumaya.
En el siglo IV, esta zona estaba atravesada por un antiguo acueducto romano, cuyo arco todavía se conserva, que transportaba agua desde las montañas Ródope a 25 kilómetros de la ciudad.